# Austrolimnophila (Austrolimnophila) claduroneura
Austrolimnophila (Austrolimnophila) claduroneura is een tweevleugelige uit de familie steltmuggen (Limoniidae). De soort komt voor in het Afrotropisch gebied.